# Aéroport international Bender Qassim
L'aéroport international de Bender Qassim (code IATA : BSA • code OACI : HCMF), est un aéroport situé à Bosaso, en Somalie.

## Situation
| Galkacyo Abudwak Mogadiscio Bosaso K50 Kismayo Garowe Berbera Burao Hargeisa Borama Erigavo Las Anod Kalabaydh |

## Compagnies aériennes et destinations
| Compagnies               | Destinations                                             |
| ------------------------ | -------------------------------------------------------- |
| African Airways Alliance | Hargeisa                                                 |
| African Express Airways  | Mogadiscio-Aden Adde (Petrella), Nairobi-J. Kenyatta     |
| Air Djibouti             | Djibouti-Ambouli                                         |
| Air Wales                | Cardiff-Rhoose                                           |
| Daallo Airlines          | Dubaï, Mogadiscio-Aden Adde (Petrella)                   |
| Ethiopian Airlines       | Addis-Abeba Bole                                         |
| Jubba Airways            | Dubaï, Garowe, Hargeisa, Mogadiscio-Aden Adde (Petrella) |

Edité le 4/12/2023